# Juan Aparicio Belmonte
Juan Aparicio Belmonte (Londres, 20 de diciembre de 1971) es un escritor español. Profesor del Hotel Kafka y colaborador de 20 minutos y otros medios de comunicación.
Su primera novela, Mala suerte (2003), ganó el I Premio de Narrativa Caja Madrid, y posteriormente fue reconocida con el III Premio Memorial Silverio Cañada, que se otorga en la Semana Negra de Gijón a la mejor primera novela negra escrita en español durante el año.
En 2004, apareció su segunda novela, López López, que continúa la línea narrativa abierta en Mala suerte: humor ácido y paródico, ecos de novela negra, escenarios urbanos y mezcla de diferentes estratos sociales.
El disparatado círculo de los pájaros borrachos, su tercera obra larga de ficción, recibió el XII premio Lengua de Trapo de Novela. Esta novela fue elegida por el suplemento cultural de El Mundo como una de las diez mejores publicadas en español durante el año 2006.
Juan Aparicio Belmonte ha ejercido también la traducción (Stephen Crane, 2006).
Su cuarta novela se llama Una revolución pequeña, tras la cual escribió Mis seres queridos, premio Bubok de Creación literaria, que edita Alfaguara. En 2013 comienza su colaboración con la editorial Siruela, inaugurando esta etapa con el título Un amigo en la ciudad, en la que sin abandonar el humor negro Aparicio Belmonte construye una alucinación narrativa que juega con la percepción temporal del protagonista. En 2022 publica su última novela hasta el momento, Pensilvania, de carácter autobiógráfico.
También colabora con el diario 20 minutos, donde publica una viñeta semanal bajo el seudónimo Superantipático. Además, realiza una colaboración mensual en la revista digital República de las Letras.
Desde julio de 2024 desarrolla una serie de publicaciones satíricas en Instagram, centradas en las peripecias de un hombre divorciado, también apodado Superantipático. En sus vídeos, con un tono paródico constante, el protagonista cocina, intenta ligar y enfrenta los desafíos de la vida cotidiana con humor ácido e irónico. Esta propuesta le ha permitido superar los 55.000 seguidores, consolidando su presencia como creador de contenido humorístico en Instagram.

## Obras

### Novelas
- Mala suerte (2003) (Editorial Lengua de Trapo).
- López López (2004) (Editorial Lengua de Trapo).
- El disparatado círculo de los pájaros borrachos (2006) (Editorial Lengua de Trapo).
- Una revolución pequeña (2009) (Editorial Lengua de Trapo).
- Mis seres queridos (2010) (Editorial Alfaguara
- Un amigo en la ciudad (2013) (Editorial Siruela).
- Ante todo criminal (2015) (Editorial Siruela).
- La encantadora familia Dumont (2019) (Editorial Siruela).
- Pensilvania (2022) (Editorial Siruela).

## Galardones
- I Premio de Narrativa Caja Madrid, 2003
- III Premio Memorial Silverio Cañada, 2004
- XII Premio Lengua de Trapo de Narrativa, 2006
- II Premio Bubok de creación literaria, 2010
- XVIII Premio El espectáculo teatral, 2025

### Páginas del autor
- Blog de viñetas gráficas de Juan Aparicio Belmonte
- Blog de Juan Aparicio Belmonte
- Episodios de Superantipático en Instagram

### Entrevistas
- Entrevista de Miguel Ángel Gara en literaturas.com
- Entrevista de David G. Panadero en La Gangsterera
- Entrevista de Lorenzo Rodríguez en Periodista Digital

### Editorial
- Editorial Lengua de Trapo
- Editorial Siruela

- Datos: Q5395904